# Діва Марія Канделярійська

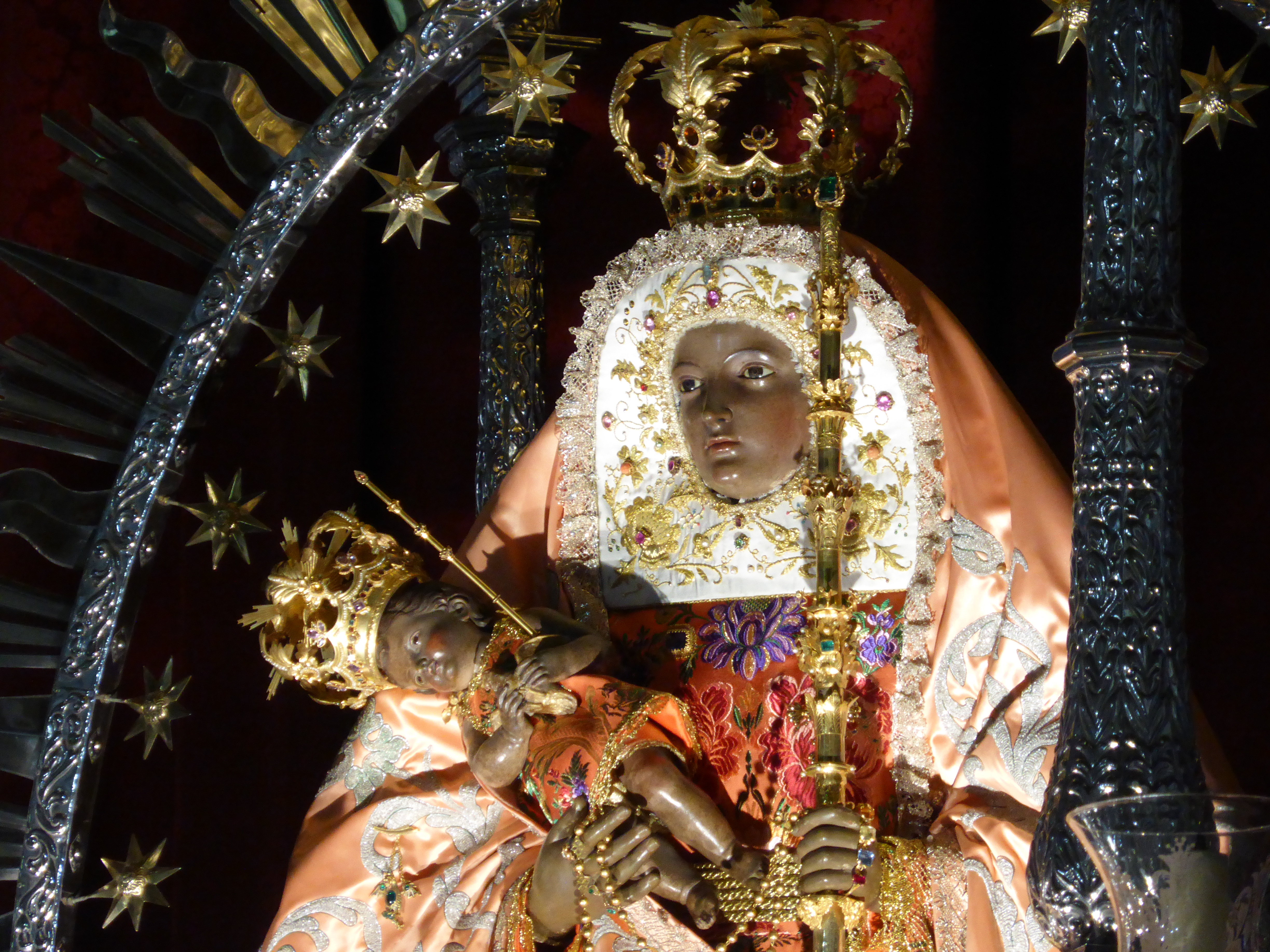
Діва Марія Канделярійська

Ді́ва Марі́я Канделярі́йська (ісп. Nuestra Señora de la Candelaria, «Наша Панна Свічкова») — у католицькому християнстві образ Діви Марії з острова Тенерифе на Канарських островах, Іспанія. Датується кінцем XIV — початком XV століття (сучасний образ — копія 1827 року). Назва походить від свята свічок (лат. candela) на Стрітення, присвяченого Марії. Центр вшанування — Канделярійська базиліка в місті Канделярія на Тенерифе. Зображується у вигляді темношкірої непорочної Діви Марії, коронованої, з дитям Ісусом, яка стоїть на срібному півмісяці. Культ вшанування поширений на Канарах, а також країнах іспанського світу. 12 грудня 1867 року папа Пій IX проголосив Діву Марію Канделярійську покровителькою всіх Канарських островів. Дні торжества — 2 лютого (свято свічок) та 15 серпня (день патронеси Канарських островів). Також — Канделярі́йська Ді́ва (ісп. Virgen de Candelaria), Ді́ва Марі́я Свічко́ва, Темна Діва, або Чорна Мадонна (ісп. La Morenita).

## Покровителька
- Болівія: Ла-Пас
- Іспанія: Канарські острови; Тенерифе; Канделярія
- Колумбія: Медельїн
- Куба: Камагуей
- Перу: Пуно
- Пуерто-Рико: Манаті, Маягуес
- Філіппіни: Західні Вісаї

## Церкви
Церкви, названі на честь Діви Марії Канделярійської.
- Камагуейський собор, Куба